# Pankuronium
Pankuronium (ATC: M 03 AC 01) – organiczny związek chemiczny z grupy steroidów, pochodna androstanu. Stosowane jako lek zwiotczający mięśnie.

## Działanie fizjologiczne
Ma ok. 5× silniejsze działanie niż tubokuraryna. Powoduje zwiotczenie mięśni poprzecznie prążkowanych (w tym oddechowych) poprzez działanie kompetycyjne – w stosunku do acetylocholiny – na receptory płytki motorycznej. Nie wpływa na zwoje układu współczulnego, nieznacznie stymuluje wydzielanie noradrenaliny, w niewielkim stopniu wpływa na układ krążenia, uwalnianie histaminy i hamuje nerw błędny.
Po około dwóch minutach od podania dożylnego wywołuje pełne zwiotczenie mięśni umożliwiające intubację, które utrzymuje się przez 40 minut. Średni okres półtrwania wynosi 100–120 minut (u chorych ze skrajną niewydolnością wątroby może on wynosić nawet 4 godziny), po około 3–4 godzinach lek ulega całkowitemu wydaleniu, częściowo w wyniku procesów metabolicznych w wątrobie (w około 40% wydalany z moczem oraz w około 10% z żółcią w niezmienionej postaci). Zniesienie resztkowego działania zwiotczającego następuje po podaniu leków blokujących cholinesterazę.

## Zastosowanie medyczne
Niedepolaryzujący lek blokujący przewodnictwo nerwowo-mięśniowe, znany pod nazwą handlową Pavulon. Jako lek podawany jest w formie roztworu soli pankuronium: bromku pankuroniowego (C35H60Br2N2O4). Należy do grupy niedepolaryzujących środków zwiotczających. Pankuronium stosowane jest wyłącznie w lecznictwie zamkniętym w czasie operacji oraz do prowadzenia leczenia oddechem kontrolowanym z respiratora na szpitalnych oddziałach intensywnej terapii. Podaje się je we wstrzyknięciach dożylnych przez wenflon lub przez wkłucie centralne bezpośrednio do przedsionka serca.

## Zastosowanie pozamedyczne
Pankuronium stosowane jest w Stanach Zjednoczonych przy wykonywaniu wyroków śmierci przez zastrzyk trucizny. W Polsce stało się znane wskutek afery „łowców skór”, ujawnionej przez „Gazetę Wyborczą” na początku 2002 roku.

## Otrzymywanie
Można ją otrzymać wychodząc z 2α,3α:16α,17α-diepoksy-17β-acetoksy-5α-androstanu. W reakcji z piperydyną przyłączane są do niego dwie reszty tej aminy w pozycjach 2β i 16β. Uzyskany związek pośredni poddaje się alkilowaniu za pomocą bromku metylu. Produkt dimetylowany to dibromek pankuroniowy, a produkt monometylowany to bromek wekuroniowy.